# Wieczna Amber
Wieczna Amber (org. Forever Amber) – film z gatunku płaszcza i szpady z 1948 roku, wyreżyserowany przez Otto Premingera. Podstawą scenariusza była kontrowersyjna i głośna w latach 30. powieść Kathleen Winsor. Akcja filmu rozgrywa się w XVII wieku i opowiada o losach młodej wieśniaczki, która zostaje wprowadzona na londyńskie salony przez swojego kochanka. 
Reżyserem filmu miał być początkowo John Stal, jednak w trosce o finansową opłacalność kosztownego przedsięwzięcia, wytwórnia zdecydowała się powierzyć reżyserię filmu Otto Premingerowi znanemu z produkcji hitów. Nowy reżyser ograniczył znacznie warstwę przygodową filmu i wyodrębnił silniej jego warstwę psychologiczną. 

## Obsada
- Linda Darnell jako Amber St. Clair
- Cornel Wilde jako Bruce Carlton
- Richard Greene jako Lord Harry Almsbury
- George Sanders jako Karol II Stuart
- Glenn Langan jako kapitan Rex Morgan
- Richard Haydn jako hrabia Radcliffe
- Jessica Tandy jako Nan Britton
- Anne Revere jako  matka Red Cap
- John Russell jako Black Jack Mallard
- Jane Ball jako Corinne Carlton
- Robert Coote jako Sir Thomas Dudley
- Leo G. Carroll jako Matt Goodgroome
- Natalie Draper jako Barbara Palmer
- Margaret Wycherly jako pani Spong
- Alma Kruger jako Lady Redmond
- Lillian Molieri aka Lupe Mayorga jako Katarzyna Bragança
- Alan Napier jako Landale
- Ian Keith jako Tybalt (niewymieniony w czołówce)
- Cyril Delevanti jako szewc (niewymieniony w czołówce)
- Tom Moore jako Killigrew (niewymieniony w czołówce)